# Tracy Brookshaw
Pour les articles homonymes, voir Brookshaw.
 (février 2011).
Si vous disposez d'ouvrages ou d'articles de référence ou si vous connaissez des sites web de qualité traitant du thème abordé ici, merci de compléter l'article en donnant les références utiles à sa vérifiabilité et en les liant à la section « Notes et références ».
Tracy Brookshaw (née le 22 mai 1975 à St. Marys, plus connue sous le pseudonyme de Traci Brooks, est une catcheuse, valet et arbitre canadienne anciennement employée à la TNA.

## Carrière

### Total Nonstop Action Wrestling (2003-2012)
Lors de l'édition d'iMPACT ![Quoi ?] du 23 juillet 2009 elle gagne une bataille royale, gagne 50 000 dollars et devient membre du Main Event Mafia[Quoi ?].

#### Retour à la TNA (2011-2012)
Elle fait son retour à la TNA le 17 février, en défendant son mari, Kazarian, lorsque celui-ci se faisait attaquer par Cookie et Robbie E.
Le 21 juillet, elle vient aider Mickie James et Velvet Sky qui étaient attaquées par ODB et Jaqueline. Elle devient l'assistante d'Eric Bischoff, mais ce dernier la trahie en la remplaçant par Karen Jarrett.
Elle perd ensuite contre Gail Kim.
Elle est licenciée de la TNA en septembre 2012[réf. nécessaire].

### Retour à Impact Wrestling (2022-...)
Elle fait un bref retour à Impact le 19 juin 2022 à Slammiversary, elle a été vue au bord du ring en train de soutenir son mari Frankie Kazarian dans 10-Man Tag Team Match. Elle s'impliquerait, attaquant Maria Kanellis avec une clothesline.

## Palmarès
- 3X Wrestling
  - 1 fois 3XW Women's Champion

- All Star Championship Wrestling
  - Justice Cup (2005)

- Apocalypse Wrestling Federation
  - 1 fois AWF Heavyweight Champion

- Coastal Championship Wrestling
  - 1 fois CCW Women's Champion

- CyberSpace Wrestling Federation
  - 1 fois  CWF His and Hers Tag Team Champion avec Michael Shane

- Downsouth Championship Wrestling
  - 1 fois DCW Women's Champion

- Great Lakes Championship Wrestling
  - 1 fois GLCW Women's Champion

- New Ohio Championship Wrestling
  - 1 fois NOCW Women's Champion

- RingDivas Women's Wrestling
  - 1 fois RingDivas World Championship (1 time)

- Southern Championship Wrestling
  - 1 fois SCW Women's Champion

- Total Nonstop Action Wrestling
  - Babe of the Year (2004)
  - TNA Knockouts Division Commissioner

- Women's Wrestling Alliance
  - 1 fois WWA Women's Champion
  - Super J Tournament (2005)

- World Xtreme Wrestling
  - WXW Women's Elite 8 Tournament (2002)